# Mosman
Mosman est une ville australienne située dans la zone d'administration locale du même nom, dont elle est le siège, en Nouvelle-Galles du Sud.

## Géographie
Mosman est située sur la rive nord de la baie de Sydney et forme une banlieue verdoyante et huppée abritant le zoo et des plages. Son territoire abrite une micronation connue sous le nom de principauté de Wy.

## Histoire
La ville doit son nom aux frères jumeaux Archibald (1799-1863) et George Mosman qui s'installèrent dans la région en 1831.
Le 21 juin 1966, l'hôtel de ville de Mosman est le théâtre d'une tentative d'assassinat d'Arthur Calwell, alors chef de l'opposition travailliste.
Par décret publié au journal officiel (Government Gazette) en février 1997, elle est l'unique commune de la municipalité de Mosman.

## Démographie
| Année | Population |
| ----- | ---------- |
| 2011  | 27 452     |
| 2016  | 28 475     |
| 2021  | 28 329     |

## Jumelage
Paciano (Italie)

## Personnalités
- Myra Juliet Farrell, aussi connue sous les noms de Myra Juliet Welsh et Myra Juliet Taylor (1878-1957), inventrice et artiste, est morte à Mosman.

## Liens externes

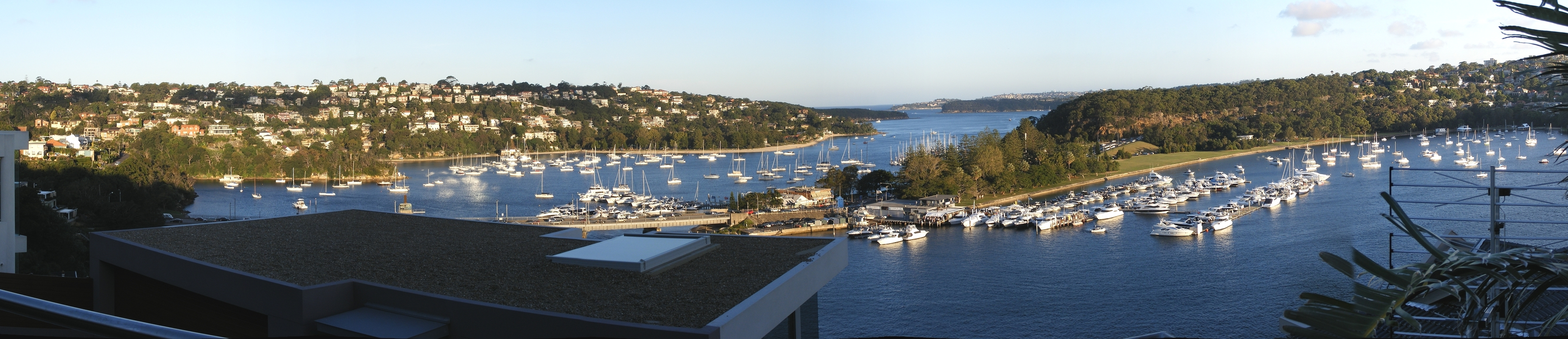
Mosman et Middle Harbour.